# High School Fleet
High School Fleet (ハイスクール・フリート?, Hai Sukūru Furīto) è una serie televisiva anime prodotta da Aniplex, diretta da Yū Nobuta presso lo studio Production IMS e trasmessa in Giappone dal 9 aprile al 25 giugno 2016. Due adattamenti manga hanno iniziato la serializzazione sul Monthly Comic Alive di Media Factory rispettivamente nel 2015 e 2016, mentre un progetto OAV basato sulla serie è stato annunciato per il 2017.

## Trama
In un prossimo futuro l'innalzamento del livello degli oceani dà nuovo lustro allo sfruttamento delle rotte marine. In Giappone, dove la marineria è considerata un ambito prettamente femminile, vengono istituite numerose accademie navali, che utilizzano come navi scuola vascelli ricostruiti sul modello delle navi che presero parte alla seconda guerra mondiale. Akeno Misaki, una studentessa dell'accademia navale femminile Yokosuka, riceve il comando del cacciatorpediniere Harekaze, e come molte sue compagne aspira a conseguire un domani il titolo di Blue Mermaid, ovvero di esperta navigatrice e protettrice del mare. Un giorno però, di ritorno da un'esercitazione, la Harekaze viene inspiegabilmente attaccata dal resto della flotta, e il suo equipaggio, costretto a difendersi, silura una delle navi nemiche per poi darsi alla fuga. A quel punto, per Akeno e le sue compagne, accusate di ammutinamento, inizia una drammatica lotta per la sopravvivenza.

## Personaggi
Akeno Misaki (岬 明乃?, Misaki Akeno)
Doppiata da: Shiina Natsukawa
Mashiro Munetani (宗谷 ましろ?, Munetani Mashiro)
Doppiata da: Lynn
Moeka China (知名 もえか?, China Moeka)
Doppiata da: Sora Amamiya
Shima Tateishi (立石 志摩?, Tateishi Shima)
Doppiata da: Nozomi Furuki

## Media

### Manga
Un adattamento manga di Kanari Abe, intitolato Hai-Furi (はいふり?), ha iniziato la serializzazione sul Monthly Comic Alive di Media Factory il 27 ottobre 2015. Due volumi tankōbon sono stati pubblicati rispettivamente il 23 aprile 2016 e il 23 febbraio 2017.
| Nº | Data di prima pubblicazione | Data di prima pubblicazione | Data di prima pubblicazione |
| Nº | Giapponese                  | Giapponese                  |                             |
| -- | --------------------------- | --------------------------- | --------------------------- |
| 1  | 23 aprile 2016              | ISBN 978-4-04-068242-6      |                             |
| 2  | 23 febbraio 2017            | ISBN 978-4-04-068816-9      |                             |

Un altro adattamento manga di Tsuchii, dal titolo High School Fleet: Lorelei no otome-tachi (ハイスクール・フリート ローレライの乙女たち?, Hai Sukūru Furīto: Rōrerai no otome-tachi), ha iniziato la serializzazione sempre sul Monthly Comic Alive il 27 giugno 2016. Due volumi tankōbon sono stati pubblicati rispettivamente il 22 ottobre 2016 e il 23 febbraio 2017.
| Nº | Data di prima pubblicazione | Data di prima pubblicazione | Data di prima pubblicazione |
| Nº | Giapponese                  | Giapponese                  |                             |
| -- | --------------------------- | --------------------------- | --------------------------- |
| 1  | 22 ottobre 2016             | ISBN 978-4-04-068552-6      |                             |
| 2  | 23 febbraio 2017            | ISBN 978-4-04-069167-1      |                             |

### Anime
La serie televisiva anime, ideata da Takaaki Suzuki e realizzata da Production IMS per la regia di Yū Nobuta, è andata in onda dal 9 aprile al 25 giugno 2016. Le sigle di apertura e chiusura sono rispettivamente High Free Spirits delle TrySail e Ripple Effect di Luna Haruna. In Italia gli episodi sono stati trasmessi in streaming, in contemporanea col Giappone, da Wakanim e Daisuki, mentre in altre parti del mondo i sottotitoli sono stati offerti da Crunchyroll. In America del Nord, invece, i diritti sono stati acquistati da Aniplex of America.

### Episodi
| Nº | Titolo italiano (edizione Daisuki) Giapponese 「Kanji」 - Rōmaji | In onda        | In onda |
| Nº | Titolo italiano (edizione Daisuki) Giapponese 「Kanji」 - Rōmaji | Giapponese     |         |
| 1  | Crisi sulla prima crociera! 「初航海でピンチ！」 - Hatsu kōkai de pinchi! | 9 aprile 2016  |         |
| 1  | In un prossimo futuro l'innalzamento del livello dei mari, unito allo sfruttamento incontrollato del suolo per l'estrazione del metano, ha provocato la scomparsa di molte zone costiere in tutto il mondo, e in particolare in Giappone. Akeno e Moeka sono due grandi amiche che fin da bambine coltivano il sogno di conseguire il titolo di Blue Mermaid, riservato a quelle donne distintesi come esperte navigatrici e conoscitrici del mare, e per questo decidono di iscrivesi alla prestigiosa scuola nautica Yokosuka, ma una volta qui le loro strade si dividono. Infatti, se Moeka viene nominata comandante della potente nave-scuola Musashi, Akeno viene invece assegnata al comando del più umile cacciatorpediniere Harekaze, cui vengono tradizionalmente destinate le alunne meno dotate della scuola. L'esperienza dell'Harekaze e del suo equipaggio non comincia nel migliore dei modi, a causa di un'errata manovra che le porta a raggiungere il luogo di un'esercitazione con molte ore di ritardo, ma una volta qui vengono inspiegabilmente attaccate dalla nave d'appoggio della professoressa Furushou, la Sarushima. Quando si rende conto che la Sarushima ha tutte le intenzioni di affondarle, Akeno non ha altra scelta che ordinarne il siluramento, e dopo essere riuscite a danneggiarla le ragazze si allontanano in tutta fretta dal luogo dello scontro. Tuttavia, prima che possano provare a capire cosa sia successo, viene intercettato un segnale radio in cui si afferma che la Harekaze è in stato di ammutinamento, ed è pertanto ricercata dal resto della flotta.                            |                |         |
| 2  | Una crisi da inseguimento! 「追撃されてピンチ！」 - Tsuigekisarete pinchi! | 16 aprile 2016 |         |
| 2  | Dopo aver riparato i danni subiti nello scontro con la Sarushima, l'equipaggio dell'Harekaze decide di fare rientro all'accademia Yokosuka, ma durante il viaggio vengono attaccate da un'altra nave-scuola, la tedesca Graf Spee, e il loro tentativo di arrendersi viene vanificato poiché la Graf Spee inizia immediatamente a sparare ignorando il segnale di resa. Lo scontro è a prima vista assolutamente impari, anche perché la Harekaze non è equipaggiata in modo da sostenere uno scontro prolungato, così Akeno ha l'idea di usare gli scarichi della nave come un generatore di fumo, in modo da potersi muovere tutto attorno alla nave nemica senza che questa sia in grado di sparare con precisione. Quindi, raggiunta la posizione di tiro ideale, le ragazze riescono a colpire il sistema di propulsione della Graf Spee, incapacitandola e fornendo quindi all'Harekaze il tempo di allontanarsi. Prima di andarsene, poi, Akeno riesce anche a salvare un membro dell'equipaggio della nave nemica fuggita a bordo di una lancia e inspiegabilmente attaccata dalle sue stesse compagne. Subito dopo aver portato in salvo la ragazza, però, Akeno viene informata dell'arrivo di un disperato contatto radio da parte di Moeka, che richiede immediato supporto per la Musashi al largo delle Isole Marianne. |                |         |
| 3  | Crisi in pigiama! 「パジャマでピンチ！」 - Pajama de pinchi! | 23 aprile 2016 |         |
| 3  | Akeno vorrebbe andare in aiuto della Musashi, ma il resto dell'equipaggio, con in testa la vicecomandante Mashiro Munetani, la esortano a tornare quanto prima a Yokosuka, anche perché dal Giappone è arrivata via radio la notizia che il Ministero della Marina ha dichiarato ufficialmente la Harekaze in stato di ammutinamento, ordinando al resto della flotta di affondarla a vista. Durante la notte, però, la Harekaze subisce un nuovo attacco, stavolta da parte del sommergibile I-201, e vano è ancora una volta il tentativo di dichiararsi non belligeranti. Impreparate a contrastare un sommergibile, Akeno e le sue compagne ricevono l'aiuto di Whilhelmina, la ragazza salvata dall'equipaggio della Graf Spee, grazie alla quale la Harekaze riesce a danneggiare il sommergibile quel tanto che basta per costringerlo a riemergere e ad arrendersi. Sfuggite all'ennesimo assalto, le ragazze vengono a sapere che a bordo di molte navi, tra cui la Graf Spee, di cui Wilhelmina era vicecomandante, si sarebbero verificati degli ammutinamenti, e che quindi ogni nave che la Harekaze incontrerà potrebbe avere intenzioni ostili. Fortunatamente, da terra, arriva una nuova comunicazione, stavolta da parte della Scuola Nautica, in cui viene annullato l'ordine di caccia e disposto l'immediato rientro dell'intera flotta, tra cui della stessa Harekaze, che avrà quindi modo di spiegare le proprie ragioni. |                |         |
| 4  | Fanciulle in crisi! 「乙女のピンチ！」 - Otome no pinchi! | 30 aprile 2016 |         |
| 4  | La Harekaze e il suo equipaggio si ritrovano a corto di rifornimenti, così Akeno, assieme ad altre tre compagne, si reca in un centro commerciale galleggiante per fare acquisti, dove però vengono riconosciute e fermate da alcune Blue Mermaid. Nel frattempo, sulla nave, Mashiro si trova a dover fare i conti con il complesso di inferiorità nei confronti della madre, preside di Yokosuka, e della sorella, capo del dipartimento indagini della scuola, con Wilhelmina che cerca di confortarla. Improvvisamente la Harekaze viene avvicinata da quattro navi, apparentemente senza intenzioni ostili, e malgrado l'arrivo di Akeno, che le rassicura di come si tratti di navi amiche inviate in loro aiuto per ordine della preside, l'ufficiale di tiro Shima Tateishi, come posseduta dall'influenza di uno strano topo ritrovato casualmente alla deriva in una cassa, inizia a sparare contro di loro, salvo poi essere fermata da Wilhelmina. Tornata la calma, l'equipaggio delle quattro navi in appoggio rifornisce la Harekaze, informando l'equipaggio di come sia in atto una faida tra il Ministero, che considera l'Harekaze ammutinata, e la Yokosuka, che invece sostiene la tesi della legittima difesa imputando tutto all'attacco preventivo della Sarushima, esortando quindi le ragazze a rientrare quanto prima alla base. Akeno e le sue compagne, però, vengono informate anche del fatto che la Musashi ha improvvisamente interrotto le comunicazioni, ed è pertanto ufficialmente dispersa. |                |         |
| 5  | Crisi sulla Musashi! 「武蔵でピンチ！」 - Musashi de pinchi! | 7 maggio 2016  |         |
| 5  | La Harekaze, necessitando di completare le riparazioni, lungo il tragitto verso Yokosuka effettua una sosta nella baia interna di una piccola isola, dove Akeno concede alle sue compagne un meritato momento di svago. Nel mentre, il dipartimento di investigazione inizia a indagare sull'attacco alla nave da parte della Sarushima, ma la comandante Furushou, interrogata sul motivo della sua decisione, afferma di ricordare di aver dato l'ordine di aprire il fuoco, ma non il perché l'abbia fatto, e intanto le voci di ulteriori ammutinamenti su altre navi della flotta si susseguono incessantemente. Quando dalla terraferma arriva la comunicazione che una flotta della scuola maschile Toumai ha finalmente rintracciato la Musashi solo per venirne attaccata, Akeno, obbedendo agli ordini, porta la Harekaze sul luogo della battaglia. Una volta giunta qui, e nonostante il parere contrario di Mashiro, Akeno decide di raggiungere la Musashi a bordo di una moto d'acqua per cercare di parlare con Moeka, ma subito prima di poterla raggiungere uno scoglio sporgente fa ribaltare il veicolo, e Akeno a quel punto può solo osservare impotente il volto spaventato dell'amica, apparentemente prigioniera all'interno della nave. |                |         |
| 6  | Una crisi esplosiva! 「機雷でピンチ！」 - Kirai de pinchi! | 14 maggio 2016 |         |
| 6  | Mentre un sempre maggior numero di navi-scuola iniziano ad ammutinarsi, costringendo il governo e la marina giapponesi a prendere in considerazione soluzioni estreme nel timore di un attacco al proprio territorio, in mare aperto Akeno riesce a risalire sull'Harekaze mentre la Musashi si allontana, ma la sua autostima subisce un duro colpo, al punto da farle dubitare della sua effettiva capacità di poter essere un buon Comandante. La Harekaze riprende quindi la sua rotta originaria verso Yokosuka, ma durante la notte, avventuratasi in un banco di nebbia, si ritrova all'interno di un gigantesco campo minato. Nel tentativo di liberare il mare dalle mine due membri dell'equipaggio finiscono per urtarne una, e nonostante qualche screzio con Mashiro, Akeno decide di andarle a salvare personalmente, reputando a differenza della compagna che il primo dovere di un Comandante sia salvare il proprio equipaggio in difficoltà, anche a costo di rischiare in prima persona. Nello stesso momento la responsabile medica dell'Harekaze, Minami Kaburagi, scopre che il topo ritrovato qualche tempo prima, così come molti altri presenti a bordo della nave, sono stati modificati geneticamente per ostacolare i segnali radio, e sono inoltre portatori di un agente infettivo capace, come accaduto nel caso di Shima, di scatenare reazioni violente in chiunque ne venga infettato, il che potrebbe essere la causa dell'ondata di ammutinamenti. Nel tentativo di trovare una cura Minami mette a punto un antivirale, e per provarne l'efficacia decide di auto-infettarsi usando sé stessa come cavia. |                |         |
| 7  | Crisi nella tempesta! 「嵐でピンチ！」 - Arashi de pinchi! | 21 maggio 2016 |         |
| 7  | Inseguendo la Musashi, la Harekaze e il suo equipaggio si ritrovano all'interno di un violento tifone, che oltre a mettere a dura prova l'integrità della nave costringe anche Akeno a rivivere il ricordo traumatico della morte dei suoi genitori. Nel bel mezzo della tempesta, poi, viene intercettata una richiesta di soccorso da parte della nave cargo Shinbashi, incagliatasi in un banco di sabbia al largo dell'atollo di Ulithi. La nave, rispondendo al segnale, si porta sul luogo del naufragio, e Mashiro prende il comando di una unità di soccorso per mettere in salvo i passeggeri, ma mentre le operazioni di evacuazione sono ancora in corso la nave inizia rapidamente a inabissarsi. Rimasta intrappolata all'interno per salvare un gatto, Mashiro viene fortunatamente salvata da una squadra di Blue Mermaids giunte sul posto per dare supporto, e dopo aver consegnato a queste ultime sia i dati sul virus portato dai topi che quelli relativi all'antibiotico sperimentato da Minami, la Harekaze è libera di riprendere l'inseguimento della Musashi. |                |         |
| 8  | Crisi sulla Hiei! 「比叡でピンチ！」 - Hiei de pinchi! | 28 maggio 2016 |         |
| 8  | Sulla terraferma, la direttrice Mashiro e le altre Blue Mermaid scoprono che all'origine della pandemia scoppiata a bordo della flotta giapponese vi è il RAT, un virus di laboratorio prodotto segretamente a bordo di una nave scientifica affondata qualche tempo prima, il cui effetto principale è suscitare un comportamento aggressivo inducendo gli infetti ad assecondare la volontà del paziente zero; il luogo dell'affondamento, però, era stato successivamente visitato dalla flotta nel corso dell'esercitazione avvenuta all'inizio dell'anno scolastico, dando modo ai ratti ancora presenti nel relitto di raggiungere le navi e diffondere l'epidemia. Nel mentre, in mare aperto, la Harekaze incrocia la Hiei, un incrociatore pesante di classe Kongo, che appena avvicinata si rivela infetta aprendo immediatamente il fuoco. Data l'enorme disparità di forze Akeno vorrebbe evitare il combattimento, ma quando lei e le altre ragazze si accorgono che la Hiei è apparentemente diretta verso la Laguna di Chuuk, dove rischierebbe di provocare una nuova pandemia, e che non vi è possibilità di ricevere supporto in tempi rapidi, la Harekaze, con il consenso dell'intero equipaggio, non ha altra scelta che ingaggiare il nemico. All'inizio sembra uno scontro impari, ma grazie ad un espediente ideato da Akeno la Harekaze riesce a far incagliare la Hiei su una secca, incapacitando la nave e permettendo la messa in sicurezza dell'equipaggio da parte delle Blue Mermaid. |                |         |
| 9  | La crisi con Mina! 「ミーナでピンチ！」 - Mina de pinchi! | 4 giugno 2016  |         |
| 9  | L'Harekaze intercetta un segnale radio al largo delle Isole dell'Ammiragliato, che in poco tempo viene identificato come quello della Graf Spee, e trattandosi delle compagne di Wilhelmina Akeno e il suo equipaggio decidono di comune accordo di andare in aiuto della nave tedesca per salvarne gli occupanti infettati dal RAT. La missione però si presenta molto pericolosa, in quanto pur essendo meno corazzata e potente della Hiei o della Musashi le sue caratteristiche sono ancora di molto superiori a quelle dell'Harekaze, così Mina, sfruttando le sue conoscenze, mette a punto un piano per poterla contrastare; al momento fatidico, però, il piano sembra non funzionare, in quanto l'equipaggio della Graf Spee, completamente fuori di sé per gli effetti del virus, arriva al punto di non tentare neppure di schivare i siluri lanciatigli contro dalla Harekaze per tentare di influenzarne la rotta (in maniera simile a quanto era accaduto con la Hiei), costringendo Akeno e le altre a distruggerli anzitempo per non far affondare la nave nemica. Senza altre opzioni, Akeno non ha altra scelta che abbordare la Graf Spee con una piccola squadra d'assalto assieme a Wilhelmina, che dopo qualche difficoltà riesce a impossessarsi della nave dopo averne messo fuori combattimento l'equipaggio e averlo vaccinato contro il RAT. Salvate le proprie compagne, per Wilhelmina viene però il momento di tornare al suo ruolo di vicecomandante della Graf Spee, e dopo una piacevole serata in allegria viene però per i due equipaggi il momento di separarsi.                                           |                |         |
| 10 | Felici al festival dell'equatore! 「赤道祭でハッピー！」 - Sekidōsai de happī! | 11 giugno 2016 |         |
| 10 | La Harekaze supera per la prima volta l'equatore, e la responsabile di macchina Maron, approfittando di una sosta per riparare i danni riportati nello scontro con la Graf Spee, convince il resto dell'equipaggio ad organizzare una festa, e anche se inizialmente le ragazze sembrano prendere la cosa con molto poco entusiasmo alla fine ne esce fuori un evento divertente e spensierato. La gioia però dura poco, perché terminati i lavori la Harekaze riceve dalla terraferma l'ordine di aggregarsi ad una flotta di Blue Mermaid per prendere parte all'Operazione Perseus: obiettivo, la Musashi. |                |         |
| 11 | Crisi di cannoni! 「大艦巨砲でピンチ！」 - Daikankyohō de pinchi! | 18 giugno 2016 |         |
| 11 | La Musashi, inizialmente diretta alle Filippine, ricompare invece a due passi dalla baia di Tokyo, senza che il grosso della flotta impegnata altrove possa fare nulla per fermarla. La Harekaze, rimodernata e riarmata dopo i lavori di ristrutturazione, è l'unica nave in grado di raggiungerla preventivamente, ma temendo per la sorte delle sue compagne Akeno, disattendendo le aspettative dell'equipaggio, decide invece di obbedire alle direttive dell'alto comando, ordinando di tenere le distanze dalla Musashi. Quando poi la battaglia inizia, in un primo momento sembra che la flotta delle Blue Mermaid di rincalzo possa prevalere, ma al momento decisivo l'interferenza elettromagnetica prodotta dai topi portatori del RAT manda in tilt le navi giapponesi, e la situazione si ribalta velocemente. A quel punto, sapendo anche che il governo giapponese prenderà ogni decisione necessaria al fine di proteggere il proprio territorio da un eventuale attacco, vincendo le sue paure e forte dell'appoggio del suo equipaggio Akeno ordina di dare battaglia. |                |         |
| 12 | La crisi dell'ultima battaglia! 「ラストバトルでピンチ！」 - Rasuto batoru de pinchi! | 25 giugno 2016 |         |
| 12 | Inizia lo scontro decisivo tra l'Harekaze e la Musashi, ormai a soli 20 minuti dall'ingresso della baia di Tokyo. La direttrice Munetani chiede ad Akeno e alle sue compagne di resistere per almeno cinque minuti, il tempo necessario ad organizzare le difese costiere necessarie a fermare la nave. La missione si presenta però al limite dell'impossibile, e infatti già al primo attacco la Musashi, pur indebolita da una raffica di siluri e una selva di cannonate, danneggia seriamente la Harekaze, che riporta svariati danni. Fortunatamente, proprio quando Akeno è sul punto di ordinare l'abbandono nave, la Musashi viene raggiunta e ingaggiata da una nuova flotta, formata da tutte le altre navi precedentemente sconfitte e salvate dall'equipaggio dell'Harekaze, al comando della professoressa Furushou. Attaccata da più parti, la Musashi si ritrova ben presto in difficoltà, dando modo ad Akeno e alle sue compagne di raggiungerla e abbordarla, salvandone l'equipaggio infetto. Akeno può così finalmente ricongiungersi a Moka, ma la gioia dura poco; la Harekaze ha subito infatti troppi danni, e subito dopo essere rientrata in porto, rapidamente, affonda, salutata con rispetto e commozione da tutto l'equipaggio. |                |         |

### Episodi OVA
| Nº | Titolo italiano Giapponese 「Kanji」 - Rōmaji | In onda        | In onda |
| Nº | Titolo italiano Giapponese 「Kanji」 - Rōmaji | Giapponese     |         |
| 1  | Kouko Nosa è in Crisi! 「納沙幸子がピンチ！」 - Nosa Kōko de Pinchi! | 31 marzo 2017  |         |
| 1  | Le nostre eroine sono tornate vittoriose, ma le aspettano gli esami e, finiti quelli, per la capitana c'è una montagna di scartoffie e rapporti da stilare. Ci sono pure delle buste sigillate da consegnare ai membri dell'equipaggio... e la consegna tocca a Kouko Nosa. Mentre l'accompagniamo nel suo giro, incontriamo le altre ragazze mentre occupano il tempo libero in svariate attività e vediamo la Harekaze messa in bacino di carenaggio mobile. Intanto comincia a girare voce che la classe/equipaggio, ormai priva di una nave, verrà dissolta. Cosa conterrà la misteriosa busta sigillata? |                |         |
| 2  | Kouko Nosa continua ad essere in Crisi?! 「納沙幸子もピンチ！？」 - Nosa Kōko mo Pinchi!? | 24 maggio 2017 |         |
| 2  | Le voci sul dissolvimento si fanno più insistenti, così come le preoccupazioni di Kouko che le trasmette alle altre in un circolo vizioso che si autoalimenta. Decidono così di lanciare una petizione per chiedere la revoca della dissoluzione dell'equipaggio. Ma le firme raccolte sono troppo poche: che fare? Ovviamente una fiera, con banchetti alimentari e altre attrazioni. L'iniziativa attrae poco pubblico, ma ecco che arriva la capitana che con l'amica d'infanzia dà vita a un concerto e finalmente le cose ingranano; in chiusura fuochi d'artificio. Ma ecco il giorno fatidico: schierate e inquadrate davanti alla Preside, è finalmente tempo di aprire le buste... L'equipaggio non verrà dissolto, ma riassegnato a una nuova unità. Sorpresa finale: per completare la nuova unità sono stati utilizzate molte delle strumentazioni e componenti della Harekaze con cui le ragazze avevano a che fare. È tempo di levare l'ancora; nel passare davanti al bacino con la Harekaze, un ultimo saluto. |                |         |